# Gončarov
Gončarov (ženska oblika Gončarova) je priimek več oseb ruskega rodu:
- Afanasij Dimitrijevič Gončarov, sovjetski general
- Andrej Aleksandrovič Gončarov (1918 – 2001), ruski gledališki režiser in akademijski profesor
- Andrej Dimitrijevič Gončarov (1903 – 1979), ruski sovjetski slikar
- Mihail Dimitrijevič Gončarov, sovjetski general
- Ivan Aleksandrovič Gončarov (1812 – 1891), ruski pisatelj
- Natalija Olegovna Gončarova (2012-16 Območajeva) (1989 –), ruska odbojkarica
- Natalija Sergejevna Gončarova (1881 – 1962), ruska slikarka, utemeljiteljica rejonizma z Mihailom Larionovom
- Sergej Mihajlovič Gončarov (1862 – 1935), ruski oz. sovjetski arhitekt; oče Natalije Gončarove ?
- Sergej Savostjanovič Gončarov (1951 –), ruski matematik in akademik
- Sergej Ivanovič Gončarov (1959 –), ruski pesnik
- Vasilij Mihajlovič Gončarov (1861 – 1915), ruski filmski režiser, pionir ruskega filma
- Vasilij Safronovič Gončarov, sovjetski general